# Dartmouth Peak
Dartmouth Peak är en bergstopp i Antarktis. Den ligger i Östantarktis. Australien gör anspråk på området. Toppen på Dartmouth Peak är 3 325 meter över havet, eller 47 meter över den omgivande terrängen. Bredden vid basen är 1,1 km.
Terrängen runt Dartmouth Peak är bergig söderut, men norrut är den kuperad. Trakten är obefolkad. Det finns inga samhällen i närheten. 